# أولاد سيف
قرية أولاد سيف هي إحدى القرى التابعة لمركز بلبيس في محافظة الشرقية في جمهورية مصر العربية. حسب إحصاءات سنة 2006، بلغ إجمالي السكان في أولاد سيف 8941 نسمة، منهم 4547 رجل و4394 امرأة.